# Обстріли Великописарівської селищної громади
Обстріли Великописарівської селищної громади — серія обстрілів та авіаударів російськими військами території селища Велика Писарівка та населених пунктів Великописарівської селищної громади Охтирського району Сумської області в ході повномасштабного російського вторгнення в Україну.
Наказом Міністерства з питань реінтеграції тимчасово окупованих територій України територія громади з 24 травня 2022 року була внесена до оновленого переліку територій України, де тривають бойові дії, або які перебувають в окупації російських військ. Жителям громади, зареєстрованим як внутрішньо переміщені особи (ВПО), здійснюватимуться виплати.

## 2022

### Березень

#### 5-7 березня
Близько 10 години 5 березня 2022 року росіяни з крупнокаліберної артилерії обстріляла житлову забудову. Було пошкоджено 4 приватних будинки, одна цивільна особа отримала тілесні ушкодження та доставлена до лікарні. В Охтирській окружній прокуратурі проводиться досудове розслідування за фактом порушення законів та звичаїв війни, за ч. 1 ст. 438 Кримінального кодексу України. У селищі було відсутнє світло.
6 березня внаслідок обстрілів з боку РФ на околиці селища один будинок зазнав ушкоджень, а інший вигорів ущент. Наступного дня, 7 березня на цій же вулиці знесло дах будинку родини Богатирів, а також покрівлі на сараєві та гаражі разом із вікнами знесло повністю.

#### 13 березня

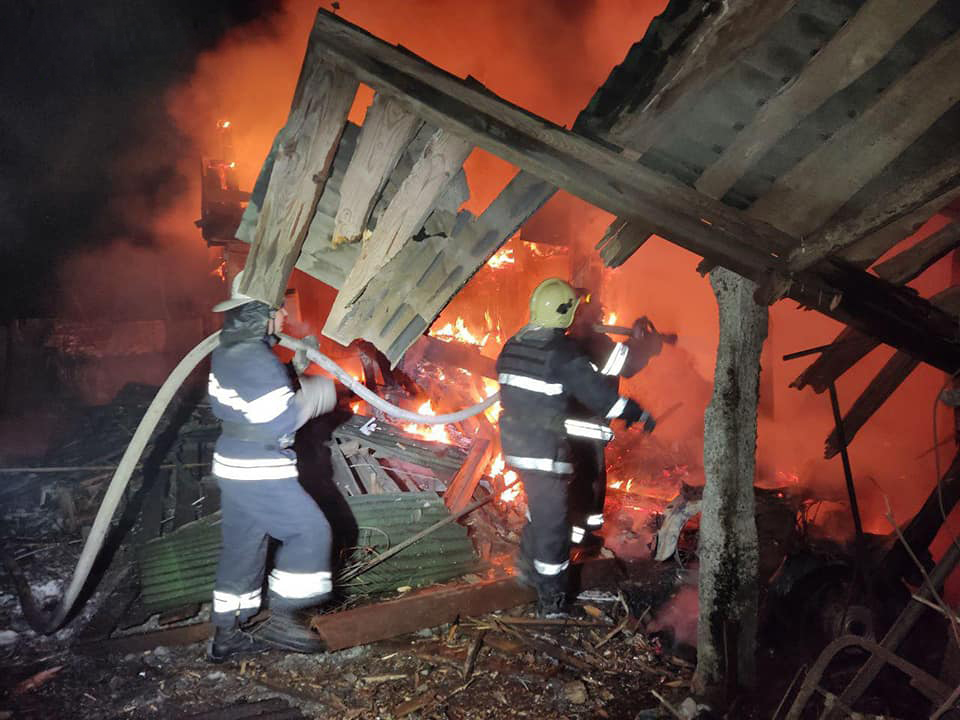
Після обстрілу 13 березня

Пізно ввечері 13 березня у Великій Писарівці після артобстрілу російських військ сталася пожежа в приватному секторі на перетині вулиць Московська та Пушкінська. Тут горів приватний житловий будинок та господарча споруда. За 45 хвилин місцевим рятувальникам пожежу вдалось ліквідувати. Рятувальники повідомляють про відсутність загиблих та травмованих людей.

#### 16 березня
Обстріл селища тривав понад 8 годин. Але окрім снарядів близько 22 години прилетіла бомба. Було пошкоджено будинки та господарські споруди п'ятьох домогосподарств. Також «прилетіло» у будівлі на в'їзді у селище. Снаряд потрапив у будівлю колишньої їдальні, а вибуховою хвилею пошкодило вікна у спорудах поруч. Поцілив снаряд і у чотириповерхівку через дорогу. З будинку на 24 квартири після руйнувань більшість мешканців виїхали.

#### 18 березня
Удень 18 березня армія РФ обстрілювала помешкання мирних жителів Великої Писарівки та Охтирського району. Унаслідок ворожих влучань загорівся житловий будинок. Працівникам ДСНС вдалося загасили пожежу та врятувати життя людей.

### Квітень

#### 14 квітня
Російські військові обстріляли селище Велика Писарівка та село Попівка Великописарівської селищної громади Охтирського району. З важкої артилерії вони скинуті 120 міліметрові міни. В результаті обстрілу пошкоджені приватні будинки. Одна міна зруйнувала будинок, залетівши до хати. Загиблих чи поранених немає. Охтирська окружна прокуратура почала кримінальне провадження через порушення законів та звичаїв війни Росією на території України.

### Травень

#### 10 травня
У ніч з 9 на 10 травня російські військові, за оперативною інформацією Генштабу ЗСУ, здійснили обстріли району прикордонних населених пунктів громади із застосуванням реактивних систем залпового вогню для забезпечення посиленої охорони ділянки українсько-російського кордону в Брянській і Курській областях РФ

#### 14 травня
Увечері 14 травня території рф Великописарівську громаду шість разів обстріляли з мінометів, повідомила пресслужба Сумської ОВА, людських жертв не було.

#### 18 травня
Уранці о 05.30 18 травня війська з території РФ обстріляли село Дмитрівка Охтирського району із застосуванням реактивних систем залпового вогню Град з боку села Понурі Грайворонського району Бєлгородської області Російської Федерації. Було здійснено близько десятка пострілів. За інформацією Сумської ОВА постраждалих не було, але було влучання у приватний будинок мирних жителів. За процесуального керівництва Охтирської окружної прокуратури розпочато досудові розслідування за фактами порушення законів та звичаїв війни (ч. 1 ст. 438 КК України).
Втретє за день обстріли розпочалися близько 20 години вечора. По території Великописарівської селищної громади сталося 6 мінометних прильотів від військових ЗС РФ. Втрат і постраждалих людей не було.

#### 21 травня
Ворожий вертоліт, за інформацією Державною прикордонною службою України, в обід завдав ракетного удару по околиці одного з населених пунктів на межі між Харківською та Сумською областями. Імовірно це село Братениця, що має протяжність 7 кілометрів вздовж державного кордону України.

#### 31 травня
З території Росії о 3 годині ночі, за інформацією голови Сумської ОВА Дмитра Живицького, військовики ЗС РФ обстріляли Великописарівську громаду: близько 10 ударів артилерії. За попередніми даними, постраждалих не було, інформація про руйнування уточнювалася.

### Червень

#### 4 червня
Російський безпілотник скинув два вибухові пристрої у Великописарівському районі, повідомили у Держприкордонслужбі України.

#### 6 червня
6 червня після 9 ранку з території Росії ворог відкрив вогонь з мінометів. За інформацією голови Сумської ОВА Дмитра Живицького було завдано приблизно 4 ударів по Великописарівській громаді. Після 14 години ворожий БПЛА скинув саморобний вибуховий пристрій. У результаті мінометного вогню було завдано 10 прильотів по території Великописарівської громади. Близько 18:30 по території Великописарівської громади було ще 6 приходів з міномета — вже втретє. В результаті обстрілів жертв не було.

#### 7 червня
Близько опівдня ворог зі своєї території вів вогонь з артилерії по Великописарівській громаді, повідомив голова Сумської ОВА Дмитро Живицький. Руйнувань та постраждалих не було.

#### 10 червня
О 17:30 по Великій Писарівці армією РФ були випущені 18 снарядів. За інформацією голови Сумської ОВА Дмитра Живицького жертв та руйнувань не було.

### 11 червня
Вдень 11 червня росіяни скинули дві вибухівки на територію Великописарівської громади Сумської області. За інформацією голови Сумської ОВА Дмитра Живицького
пізніше відбувся артобстріл цих же територій.

### 13 червня
Приблизно о 14.00 російський безпілотник скинув боєприпас на територію Великописарівської громади. Внаслідок вибуху було поранено двох людей, одна людина загинула. Пізніше після 17:00 цю громаду росіяни дві години обстрілювали з мінометів. Під ворожим вогнем перебували мешканці вулиці Московська у Великій Писарівці. 13 червня росіяни обстрілювали їх зі своєї території. У підсумку — зруйнований будинок, випалена трава, пошкоджені кілька господарств та налякані люди. Загалом від кінця лютого 2022 року у Великописарівській громаді пошкоджено понад чотири сотні будинків, із них саме у Великій Писарівці, розповів голова Великописарівської громади Людмила Бірюкова.
|  | "Це несподівано так. Отак тихо-тихо і тут цієї ж секунди бахнуло так, що душа з тілом розійшлися. А я була в хаті. Перелякалися всі до єдиного, так було страшно, так гупало, що це словами передати не можна. І падали, поки добігли в наше місце. Наче ось тут розривається, а ми біжимо, і тільки наче ззаду десь бах – упали. Тільки воно перебахкало. Ми знову біжимо. Тільки п'ять метрів подолали – знову бахкає. Знову впали. Поки добігли", - розповіла мешканка Великої Писарівки Лідія Іванівна. |

### 20 червня
Після 19 години вечора військовослужбовці ЗС рф почали обстріл Великописарівської громади. Було зроблено 32 мінометні постріли, жертв чи руйнувань не було, повідомив голова Сумської ОВА Дмитро Живицький. За інформацією ДПСУ, протягом дня військовослужбовці ЗС рф зі своєї території нещадно розстрілювали прикордоння Сумщини з мінометів, ствольної артилерії та реактивних систем залпового вогню.

### 22 червня
О 14:30 на Великописарівську громаду з безпілотника росіяни скинули вибуховий пристрій. Одразу за цим відкрили мінометний вогонь. В результаті загинула одна людина, повідомив голова Сумської ОВА Дмитро Живицький.

### 28 червня
Після 10 години ранку військові РФ почали обстрілювати населені пункти Великописарівської громади та Краснопільщини. За інформацією голови Сумської ОВА Дмитра Живицького — це були авіаційні обстріли: росіяни запустили близько 20 ракет з гелікоптерів, які не перетинали лінію державного кордону. Після 18 години вечора на одне із сіл Великописарівської громади безпілотник скинув вибухові пристрої. Близько 23 години вечора армія РФ з гранатометів знову обстріляла територію Великописарівської громади. За інформацією голови Сумської ОВА було фіксовано 40 влучань.

### 29 червня
Росіяни 29 червня відкривали мінометний вогонь Великописарівській громаді. За інформацією голови Сумської ОВА Дмитра Живицького вони випустили 10 ракет з гелікоптера. Було пошкоджено будинок місцевих мешканців та цивільна господарська споруда. Після 20 години вечора росіяни випустили ще 4 ракети.

### 1 липня
Обстріли велися по території Великописарівської громади. За інформацією голови Сумської ОВА Дмитра Живицького були пошкоджені фермерські господарства, електромережі, водонапірна башта та помешкання.

### 3 липня
Близько 12 години внаслідок обстрілу з боку РФ сталася пожежа у нежилому приватному будинку села Лугівка Великописарівської ОТГ на Охтирщині. Про це повідомили на сторінці у Facebook пункту управління оперативно-тактичного угруповання "Суми" ЗСУ. Постраждалих внаслідок обстрілу не було, пожежу загасили рятувальники. Вдруге за день, близько 19 години вечора на околиці Великої Писарівки ворожий безпілотник скинув боєприпас повідомив голова Сумської ОВА Дмитро Живицький.

#### 14 липня
Військові ЗС РФ надвечір обстрілювали територію громади із різних видів озброєння: кулеметні черги, реактивна та ствольна артилерія, використовували безпілотники. За інформацією голови Сумської ОВА Дмитра Живицького травмованих та руйнувань не було.

## 2023

#### 21 березня
Мінометних обстрілів зазнали Великописарівська (20 «прильотів») та Свеська (12) громади.

#### 24 червня
По території Великописарівської громади війська РФ били з артилерії (17 вибухів), з мінометів (13 вибухів) та з АГС-17 (20 вибухів). В результаті було пошкоджено 6 приватних житлових будинків, 3 господарські приміщення, трансформатор РЕМ, гараж, льох, сінник та літня кухня.

#### 22 серпня
По Великописарівській громаді окупанти били з мінометів та СПГ. Також здійснили авіаційні обстріли НАР.

#### 3 вересня
Великописарівська громада зазнала гранатометного обстрілу з АГС (48 вибухів), також росіяни провели обстріл з міномету (4 вибухи).

#### 13 вересня
Російських обстрілів зазнали Великописарівська, Есманська, Краснопільська, Юнаківська, Миколаївська. Хотінська, Середино-Будська, Новослобідська та Білопільська громади Сумської області.

#### 17 вересня
У Великописарівській громаді внаслідок артилерійських обстрілів один мешканець загинув, ще один - поранений, його госпіталізували, а по території громади росіяни з літака випустили 6 некерованих авіаційних ракет.

#### 11 жовтня
Великописарівську громаду окупанти обстріляли з СПГ-9 та скинули на неї ВОГи з БпЛА.

#### 23 листопада
За даними Сумської ОВА, росіяни обстріляли з мінометів громади: Краснопільську (23 вибухи), Зноб-Новгородську (10 вибухів), Шалигінську (7 вибухів), Великописарівську (4 вибухи), Хотінську (2 міни).

#### 25 листопада
За даними Сумської обладміністрації, окупанти обстріляли з мінометів прикордонні громади: Великописарівську (6 вибухів), Хотинську (2 міни), Зноб-Новгородську (6 вибухів). Миропільську (8 вибухів), Новослобідську (3 вибухи).

#### 2 грудня
За даними Сумської ОВА, росіяни обстріляли з мінометів громади: Великописарівську (22 вибухи), Краснопільську (14 вибухів), Середино-Будську (13 вибухів), Білопольську (11 вибухів), Есманську (6 вибухів).

#### 7 грудня
Російські окупанти обстріляли з мінометів громади: Краснопільську (11 вибухів), Есманську (9 вибухів), Хотинську (4 вибухи), Великописарівську (6 вибухів) і Середино-Будську (2 міни).

#### 11 грудня
Великописарівська громада перебувала під вогнем мінометів та АГС (10 і 16 вибухів відповідно).

## 2024

#### 1 січня
З 20 березня 2024 року Середино-Будська та Великописарівська громади, а з 1 січня Шалигинська та Есманьська громади знову отримали статус територій, де ведуться бойові дії.

#### 3 січня
Обстрілів зазнали Юнаківська, Краснопільська, Хотінська, Великописарівська громади. Зафіксовано 46 вибухів.

#### 6 січня
По Великописарівській громаді ворог бив з мінометів (40 вибухів), гранатометів (29 вибухів) та артилерії (24 вибухи).

#### 30 січня
У ️Великописарівській здійснено обстріли з мінометів (32 вибухи), артилерії (16 вибухів), гранатометів (АГС) (24 вибухи). Крім того, був обстріл БПЛА ("дрон-камікадзе") (1 вибух).

#### 16 лютого
Окупанти обстрілювали Великописарівську громаду шість годин. Під час артилерійського обстрілу селища Велика Писарівка на Сумщині росіяни вбили жителя.  Загиблому, за попередніми даними, було 37 років. Внаслідок обстрілів пошкоджені щонайменше сім приватних будинків і два транспортні засоби. За процесуального керівництва Охтирської окружної прокуратури триває досудове розслідування за фактом порушення законів та звичаїв війни, поєднані з умисним вбивством (ч. 2 ст. 438 КК України).

#### 19 лютого
У ️Великописарівській громаді зафіксовано обстріли з мінометів (33 вибухи), гранатометів (34 вибухи) та скидання з БПЛА 3-х снарядів типу ВОГ (3 вибухи).

#### 26 лютого
У Великописарівській громаді було скидання ВОГ з БпЛА (9 вибухів), удар FPV-дроном (1 вибух), мінометні обстріли (36 вибухів), артобстріли (14 вибухів) та обстріли з РСЗВ "Град" (27 вибухів).

#### 10 березня
Великописарівська громада зазнала обстрілів з артилерії (31 вибух), РСЗВ (23 вибухи), мінометів (4 вибухи), а також ракетних ударів (2 вибухи), авіаудару КАБ (3 вибухи) та атаки FPV-дрона (2 вибухи).

#### 12 березня
Окупанти з артилерії обстріляли Великописарівську (19 вибухів), Краснопільську (3 вибухи) та Білопільську (3 вибухи) громади. Із реактивних систем залпового вогню окупанти обстріляли ️Середино-Будську та Великописарівську громади (4 вибухи).

#### 13 березня
За даними Сумської ОВА, у Великописарівській громаді було здійснено авіаудар (1 вибух), обстріли з гелікоптера НАР (25 вибухів), авіаудари УАБ (31 вибух), обстріл з артилерії (28 вибухів), РСЗВ (67 вибухів), з гранатомета СПГ (2 вибухи). Унаслідок обстрілу з вертольота НАР (6 вибухів) одна людина загинула і двоє дістали поранення.

#### 14 березня
«Ворог руйнує житло мирних жителів, об'єкти інфраструктури. Вчора російською ракетою знищено міст через річку Ворскла. Поліцейський Дмитро Піддубний евакуював 16 жителів села Лугівка», - повідомили правоохоронці.

#### 15 березня
У Великописарівській громаді були мінометні обстріли (105 вибухів), артобстріли (46 вибухів), обстріл з РСЗВ (22 вибухів), авіаційні удари КАБ (16 вибухів), пуск ракет з гелікоптера НАР (18 вибухів) та обстріл ударним БпЛА "Ланцет" (1 вибух).

#### 16 березня
По Великописарівській громаді було здійснено пуски КАБ із літака тактичної авіації (16 вибухів), пуски ФАБ МПК із літака тактичної авіації (2 вибухи), мінометні обстріли (35 вибухів), обстріл БпЛА "ЛАНЦЕТ" (1 вибух).
За минулі три дні поліцейські евакуювали 190 осіб, серед них - 26 дітей, повідомляє МВС України в суботу. Людей евакуйовано у зв'язку із загрозою життю через постійні обстріли росіян.

#### 17 березня

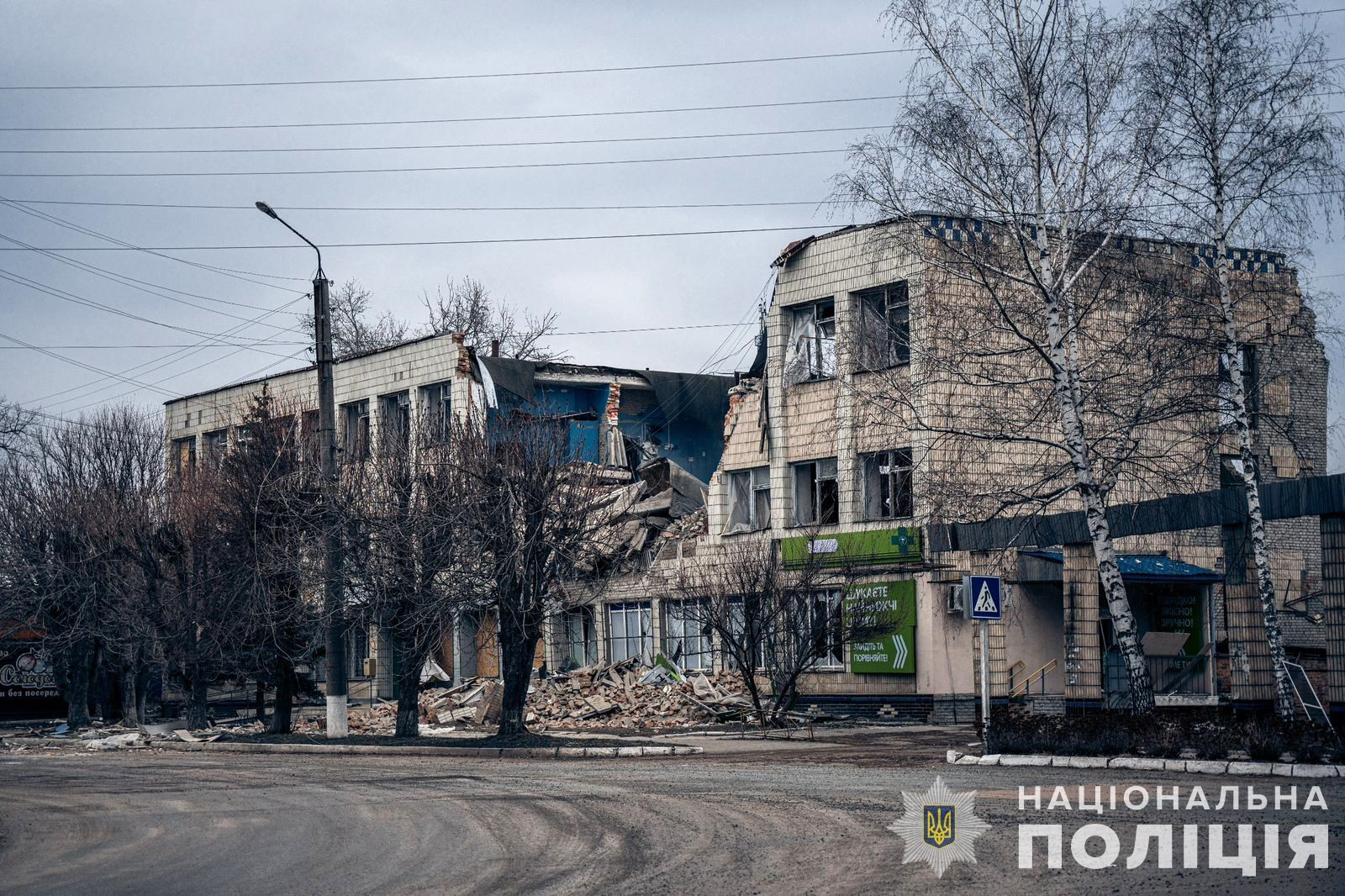
Будівля в Великій Писарівці після обстрілу в березні 2024 року

Російські терористи розбомбили центр селища Велика Писарівка. Цивільних закликали евакуюватись. Щодня о 10:00 із Великої Писарівки відбувається евакуація місцевого населення без запису. Про це повідомила голова Великописарівської громади Людмила Бірюкова. «Сьогодні ворог знищив центр селища Велика Писарівка. Сподіваюсь, що кожен з нас зробить висновок про те, що життя найцінніше й прийде на евакуацію», — заявила Бірюкова.
По Великописарівській громаді були пуски авіаційних боєприпасів ФАБ МПК з літака тактичної авіації (21 вибух), пуски авіаційних бомб КАБ з літака тактичної авіації (11 вибухів), обстріл з РСЗВ (28 вибухів), артобстріл (10 снарядів).
За даними адміністрації, з Великописарівської громади, яка щодня перебуває під ворожими обстрілами, з 13 до 17 березня евакуйовано 256 осіб, зокрема 26 дітей.

#### 18 березня
Протягом дня росіяни здійснили 50 обстрілів прикордонних територій та населених пунктів Сумської області. Зафіксовано 214 вибухів. Обстрілу зазнали Миколаївська, Миропільська, Юнаківська, Хотінська, Білопільська, Краснопільська, Великописарівська, Конотопська, Шалигинська, Есманська, Середино-Будська громади", - зазначено в повідомленні Сумської ОВА. Війська РФ здійснювали обстріли з артилерії, мінометів, авіації, танків і дронів-камікадзе типу "FPV".

#### 19 березня
У Великописарівській громаді було здійснено обстріли з РСЗВ (15 вибухів), мінометів (19 вибухів), артилерії (6 вибухів), авіаудари КАБ (13 вибухів) і ФАБ МПК (6 вибухів). Внаслідок авіаудару КАБ загинула 1 людина.

#### 20 березня
Великописарівську громаду росіяни атакували з РСЗВ, артилерії, мінометів. Крім того, окупанти здійснили по цій громаді обстріл некерованими ракетами з гелікоптера та скинули 7 КАБів з літаків тактичної авіації.
З 20 березня 2024 року Середино-Будська та Великописарівська громади, а з 1 січня Шалигинська та Есманьська громади знову отримали статус територій, де ведуться бойові дії.

#### 22 березня
У Великописарівській громаді було здійснено: авіаудар НАР (12 вибухів), скидання ВОГ з БПЛА (4 вибухи), обстріл з артилерії (13 вибухів), міномета (14 вибухів), РСЗВ (30 вибухів), обстріл дроном-камікадзе типу "FPV" (7 вибухів).

#### 23 березня
У Великописарівській громаді росіяни здійснили обстріли з артилерії (2 вибухи), міномета (33 вибухи), дрона-камікадзе типу "FPV" (1 вибух). Також окупанти скинули ВОГ із БПЛА (1 вибух).

#### 24 березня
По ️Великописарівській громаді ворог ударив із міномета (17 вибухів) і завдав авіаудару НАР (6 вибухів).

#### 25 березня
За даними Сумської ОВА, у Великописарівській громаді було завдано ракетного обстрілу з гелікоптера НАР (8 вибухів), обстрілу з РСЗВ (8 вибухів), 7 обстрілів БпЛА (FPV-дрон), мінометного обстрілу (10 вибухів). Також відбулися скидання з БпЛА вибухових пристроїв (ВОГ) (1 вибух) та авіаційний обстріл із пусками керованих авіаційних бомб (КАБ) із літака тактичної авіації (2 вибухи).

#### 26 березня
Великописарівська громада: здійснено ракетний обстріл з гелікоптера НАР (4 вибухи), обстріл з РСЗВ (12 вибухів), обстріл БпЛА (FPV-дрон) (4 вибухи), мінометний обстріл (12 вибухів), артобстріли (30 вибухів).

#### 27 березня
Великописарівська громада: відбулося скидання з БпЛА вибухового пристрою (ВОГ) (3 вибухи), був обстріл БпЛА (FPV-дрон) та мінометні обстріли (4 вибухи).

#### 28 березня
За даними Сумської ОВА, у Великописарівській громаді було здійснено обстріл БпЛА (FPV-дрон) (1 вибух), обстріл БпЛА (типу "Ланцет") (1 вибух), обстріл із РСЗВ (12 вибухів).

#### 29 березня
У ️Великописарівській громаді зафіксовано обстріл БПЛА (FPV-дрон) (1 вибух), скидання з БПЛА вибухового пристрою (ВОГ) (1 вибух) і мінометний обстріл (3 вибухи).

#### 30 березня
Великописарівська громада: здійснено обстріли з гранатомету (СПГ) (4 вибухи), міномету (28 вибухів), артилерії (24 вибухи), РСЗВ (16 вибухів), обстріл БпЛА (FPV-дрон) (3 вибухи).

#### 31 березня
Великописарівська громада: здійснено авіаційний обстріл з пусками керованих авіаційних бомб (КАБ) з літака тактичної авіації (3 вибухи). Здійснено обстріл з мінометів (13 вибухів), обстріл БпЛА (FPV-дрон). (2 вибухи), гранатометний обстріл (АГС) (12 вибухів), пуск некерованих авіаційних ракет з гелікоптера (НАР) (6 вибухів).

#### 01 квітня
Великописарівська громада: ворог вдарив з мінометів (32 вибухи).

#### 02 квітня
Зафіксовано мінометний обстріл (10 вибухів), артилерійський обстріл (9 вибухів), авіаудар з гелікоптера пуск НАР (10 вибухів).

#### 4 квітня
Зафіксовано мінометні обстріли (22 вибухів), обстріл FPV дроном скидання ВОГ (3 вибухи).

#### 5 квітня
Здійснено обстріл FPV дроном камікадзе (2 вибухи), мінометні обстріли (25 вибухів), артобстріли (11 вибухів).

#### 6 квітня
Здійснено артилерійський обстріл (8 вибухів).

#### 7 квітня
По Великописарівській громаді росіяни вдарили з артилерії (2 вибухи), мінометів (4 вибухи) і скинули ВОГ із БПЛА (1 вибух).

#### 8 квітня
Ворог бив по території громади з артилерії (16 вибухів) та мінометів (20 вибухів).

#### 10 квітня
Здійснено мінометні обстріли (9 вибухів), гранатометний обстріл з АГС (12 вибухів) та обстріл FPV дроном скидання ВОГ (1 вибух).

#### 11 квітня
Ворог вдарив з мінометів (5 вибухів) та артилерії (2 вибухи).

#### 12 квітня
По Великописарівській громаді було здійснено мінометний обстріл (4 вибухи) і гранатометний обстріл АГС (41 вибух).

#### 13 квітня
Ворог бив по триторії громади з гранатометів АГС. Зафіксовано 30 вибухів.

#### 14 квітня
10 мін скинули росіяни на території громади. Також був артобстріл (1 вибух).

#### 16 квітня
Зафіксовано обстріл НУРС, 8 ракет з 1 гвинтокрила, мінометні обстріли (9 вибухів).

#### 20 квітня
Здійснено артобстріли (31 вибух), мінометні обстріли (15 вибухів).

#### 21 квітня
У Великописарівській громаді зафіксовано артобстріли (31 вибух), мінометні обстріли (15 вибухів).

#### 22 квітня
По Великописарівській громаді з території рф відбулися атаки ворожих дронів типу «FPV» (1 вибух), артилерійський обстріл (18 вибухів), мінометний обстріл (22 вибухи) та обстріл з АГС (107 вибухів).

#### 23 квітня
Зранку російські війська здійснили обстріл Великописарівської громади: з БпЛА (квадракоптерного типу) відбулося скидання боєприпасу (типу ВОГ) (1 вибух), повідомляє Сумська ОВА. Внаслідок обстрілів поранено дві цивільні особи, пошкоджено одне приватне домоволодіння. За даними фактами слідчі відкрили кримінальні провадження за ст.438 Кримінального кодексу України «Порушення законів та звичаїв війни».

#### 25 квітня
На Великописарівську громаду ворог спрямував ствольну артилерію (2 вибухи), гранатомети (12 вибухів), міномети (8 вибухів), а крім того, скинув ВОГи з БпЛА (8 вибухів).

#### 28 квітня
З території рф з гвинтокрила здійснено пуск 4-х ракет (типу НАР) та мінометні обстріли (24 вибухи) та з ворожого БпЛА (квадракоптерного типу) здійснено скидання боєприпасу (1 ВОГ).

#### 30 квітня
Зафіксовано скидання з БПЛА боєприпасів ВОГ (2 вибухи), артобстріли (48 вибухів).

#### 1 квітня
Зафіксовано артилерійські обстріли (34 вибухи), мінометний обстріл (10 вибухів), скидання з БПЛА боєприпасу ВОГ (1 вибух).

#### 4 травня
По Великописарівській громаді були обстріли з гранатометів (16 вибухів), артилерії (27 вибухів) , мінометів (14 вибухів) та пуск з гвинтокрилу ракет НАР (4 вибухи).

#### 5 травня
Ворог бив по громаді з артилерії (10 вибухів).

#### 8 травня
Зафіксовано обстріли з мінометів (20 вибухів), гранатомету РПГ (12 вибухів).

#### 9 травня
Великописарівська громада: здійснено мінометні обстріли (65 вибухів), удари FPV дронами (2 вибухи).

#### 10 травня
Здійснено обстріли з мінометів (27 вибухів) та артилерії (12 вибухів) та скидання ВОГ з БпЛА (1 вибух).

#### 11 травня
6 мін скинули росіяни на територію громади. Також були артобстріли (19 вибухів).

#### 12 травня
29 мін скинули росіяни на територію громади.

#### 13 травня
Відбулися скидання з БпЛА вибухових пристроїв (ВОГ) (8 вибухів), мінометний обстріл (8 вибухів).

#### 14 травня
Були мінометні обстріли по терену громади (39 вибухів) та обстріл зі ствольної артилерії (22 вибухи), авіаудар пуск НАР із гвинтокрила (4 вибухи).

#### 15 травня
Зафіксовано обстріли зі ствольної артилерії (5 вибухів) та мінометів (8 вибухів).

#### 16 травня
"Протягом дня росіяни здійснили 32 обстріли прикордонних територій та населених пунктів Сумської області. Зафіксовано 166 вибухів. Обстрілу зазнали Білопільська, Краснопільська, Великописарівська, Новослобідська, Глухівська, Есманська, Шалигинська, Дружбівська, Середино-Будська, Зноб-Новгородська громади", - ідеться в повідомленні Сумської ОВА.

#### 17 травня
Здійснено мінометні обстріли громади (12 вибухів), обстріли зі ствольної артилерії (18 вибухів), АГС (10 вибухів).

#### 18 травня
"Протягом дня росіяни здійснили 46 обстрілів прикордонних територій та населених пунктів Сумської області. Зафіксовано 284 вибухи. Обстрілу зазнали Миколаївська, Хотінська, Юнаківська, Білопільська, Краснопільська, Великописарівська, Новослобідська, Есманьська, Шалигинська, Середино-Будська громади", - йдеться в повідомленні Сумської обласної військової адміністрації.

#### 20 травня
Протягом дня російські війська здійснили 48 обстріли прикордонних територій та населених пунктів Сумської області. Зафіксовано 243 вибухи. Обстрілів зазнали Садівська, Миколаївська, Хотінська, Юнаківська, Білопільська, Краснопільська, Миропільська, Великописарівська, Путивльська, Есманьська, Шалигинська, Середино-Будська, Свеська, Зноб-Новгородська громади, повідомляє Сумської обласна військова адміністрація.

#### 21 травня
По громаді здійснено обстріл НАР з гелікоптеру (14 вибухів), обстріли з АГС (20 вибухів), мінометів (14 вибухів), артилерії (5 вибухів), зафіксовано скидання боєприпасів ВОГ з БПЛА (2 вибухи).

#### 22 травня
Ворог бив по громаді з мінометів (55 вибухів), артилерії (10 вибухів), скинув боєприпаси ВОГ з БПЛА (5 вибухів) та здійснив атаку за допомогою дрону типу «FPV» (1 вибух).

#### 23 травня
Ворог бив по громаді з мінометів (28 вибухів) та артилерії (7 вибухів), здійснив обстріл НАР (6 вибухів) з гелікоптеру та скидання ВОГ з БПЛА (1 вибух).

#### 24 травня
Здійснено артилерійський обстріл (5 вибухів), мінометні обстріли (20 вибухів).

#### 25 травня
Здійснено мінометний обстріл (10 вибухів) та артобстріл (5 вибухів).

#### 26 травня
По громаді ворог бив з артилерії (6 вибухів).

#### 27 травня
Ворог бив по громаді з мінометів (16 вибухів), завдано удар з БпЛА (FPV-дрон) (3 вибухи).

### 28 травня
Завдано удар з БпЛА (8 вибухів), здійснено мінометний обстріл (10 вибухів) та зафіксовано скидання з БпЛА вибухового пристрою (ВОГ) (1 вибух).

### 29 травня
Завдано обстріл з використанням БпЛА (4 вибухи) та обстріл з міномету (8 вибухів).

### 30 травня
Здійснено обстріл з використанням БпЛА (FPV-дрон) (6 вибухів).

### 1 червня
Здійснено обстріл громади з використанням БпЛА (FPV-дрон «камікадзе») (3 вибухи).

### 2 червня
Здійснено обстріл з використанням БпЛА (FPV-дрон) (2 вибухи).

### 3 червня
Зафіксовано скидання з БПЛА вибухових пристроїв (4 вибухи).

### 4 червня
По громаді завдано гранатометний обстріл (4 вибухи) та атака FPV дроном (1 вибух).

### 5 червня
2 міни скинув ворог на територію громади. Також зафіксовано артилерійські обстріли (4 вибухи) та скидання з БПЛА вибухових пристроїв (4 вибухи).

### 6 червня
12 мін скинув ворог на територію громади. Також зафіксовано артилерійські обстріли (3 вибухи), скидання ВОГ з БПЛА (1 вибух) та атака FPV дроном  (1 вибух).

### 7 червня
Зранку був артилерійський обстріл (4 вибухи). Вдень на територію громади ворог скинув 3 міни та здійснив артилерійські обстріли (6 вибухів).

### 8 червня
Були артилерійські обстріли громади (3 вибухи) та атака FPV дроном (1 вибух).

### 9 червня
Зафіксовано скидання ВОГ з БПЛА (1 вибух), мінометні обстріли громади (8 вибухів) та атака FPV дронами (3 вибухи).

### 10 червня
З території рф здійснено артобстріли (10 вибухів), мінометний обстріл (6 вибухів), удари дронами-камікадзе типу «FPV» (2 вибухи).

### 11 червня
"Протягом дня росіяни здійснили 15 обстрілів прикордонних територій та населених пунктів Сумської області. Зафіксовано 39 вибухів. Обстріли зазнали Хотинська, Миропільська, Білопільська, Краснопільська, Великописарівська, Новослобідська, Шалигинська громади", - зазначається в повідомленні Сумської ОВА.

### 12 червня
"Протягом дня росіяни здійснили 14 обстрілів прикордонних територій і населених пунктів Сумської області. Зафіксовано 41 вибух. Обстрілів зазнали Хотінська, Білопільська, Краснопільська, Великописарівська, Новослобідська, Есманьська громади", - ідеться в повідомленні.Сумської ОВА.

### 14 червня
За добу одну людину загинули та ще семеро поранено внаслідок обстрілів восьми прикордонних громад Сумської області, повідомляє Сумська обласна військова адміністрація станом на 21:00 п'ятниці. "Протягом дня росіяни здійснили 19 обстрілів прикордонних територій та населених пунктів Сумської області. Зафіксовано 38 вибухів. Обстріли зазнали Хотінська, Юнаківська, Миропільська, Краснопільська, Великописарівська, Шалигинська, Есманьська, Шосткинська громади", - зазначається в повідомленні.

### 15 червня
"Протягом дня росіяни здійснили 12 обстрілів прикордонних територій і населених пунктів Сумської області. Зафіксовано 25 вибухів. Обстрілів зазнали Юнаківська, Білопільська, Миропільська, Краснопільська, Великописарівська, Есманьська, Середино-Будська громади", - йдеться в повідомленні Сумської обласної військової адміністрації.

### 16 червня
Протягом дня росіяни здійснили 5 обстрілів прикордонних територій та населених пунктів Сумської області. Зафіксовано 35 вибухів. Обстрілу зазнали Юнаківська, Краснопільська, Великописарівська, Зноб-Новгородська громади", - вказується в повідомленні Сумської обласної військової адміністрації. Були задіяні вертольоти агресора.

### 18 червня
Ворог вдарив по громаді з артилерії (6 вибухів).

### 19 червня
Росіяни вдарили по громаді з артилерії (16 вибухів), мінометів (7 вибухів) та FPV-дронами (2 вибухи).

### 21 червня
По громаді здійснено скидання ВОГ з БпЛА (3 вибухи), артилерійський обстріл (7 вибухів).

### 23 червня
Здійснено артилерійський обстріл (2 вибухи), мінометний обстріл (1 вибух) та скидання ВОГ з БпЛА (2 вибухи).

### 24 червня
Зафіксовано обстріли з мінометів (12 вибухів), артилерії (8 вибухів), скидання ВОГ з БПЛА (2 вибухи).

### 25 червня
Зафіксовано артилерійські обстріли (13 вибухів).

### 26 червня
Зафіксовано обстріли з використанням FPV дронів (3 вибухи), мінометні обстріли (10 вибухів), артобстріл (2 вибухи), скидання гранати з БпЛА (1 вибух).

### 27 червня
20 мін скинули росіяни на територію громади. Також був артобстріл (7 вибухів).

### 28 червня
18 мін скинули росіяни на територію громади. Крім того, 1 гелікоптер з території рф здійснив пуск 16 ракет (НАР, 16 вибухів).

### 29 червня
5 мін скинули росіяни на територію громади.

### 30 червня
Ворог вдарив по громаді з артилерії (16 вибухів).

### 1 липня
росіяни били по громаді з мінометів (3 вибухи).

### 2 липня
Здійснено атаки FPV дронами (2 вибухи), скидання з БпЛА вибухових пристроїв (2 вибухи), обстріли з мінометів (22 вибухи) та артилерії (7 вибухів).

### 3 липня
Ворог бив по громаді з мінометів (9 вибухів).

### 4 липня
Зафіксовано обстріли громади з мінометів (6 вибухів), РСЗВ (10 вибухів), артилерії (2 вибухи) та скидання з БпЛА вибухових пристроїв типу ВОГ (2 вибухи).

### 5 липня
росіяни вдарили по громаді з артилерії (5 вибухів).

### 6 липня
Ворог бив по громаді з артилерії (3 вибухи), мінометів (24 вибухи) та здійснив удар 2 FPV дронів (2 вибухи).

### 7 липня
17 мін скинув ворог на територію громади.

### 9 липня
Ворожий гвинтокрил здійснив пуск ракет типу «НАР» (6 вибухів), мінометні обстріли (9 вибухів).

### 10 липня
По громаді здійснено удар дроном-камікадзе типу «FPV» (1 вибух), обстріли з мінометів (9 вибухів). Ворожий гвинтокрил здійснив 2 пуски ракет типу «НАР» (10 вибухів).

### 11 липня
По громаді ворог бив з артилерії (11 вибухів). Також з ворожого гвинтокрила здійснено пуски ракет типу «НАР» (9 вибухів),  артобстріли (9 вибухів) та мінометний обстріл (6 вибух).

### 12 липня
Зафіксовано пуски з ворожого гвинтокрила 10 ракет типу «НАР» (10 вибухів), артилерійські обстріли (15 вибухів), мінометні обстріли (7 вибухів).

### 13 липня
По громаді були удари FPV дронами (4 вибухи), з гвинтокрила пуски 10 ракет типу «НАР» (10 вибухів), скидання з БпЛА вибухових пристроїв (2 вибухи), мінометний обстріл (2 вибухи).

### 15 липня
2 міни скинули росіяни на територію громади. Також були артобстріли (10 вибухів) та обстріли з використанням 7 FPV-дронів (7 вибухів).

### 16 липня
Ворог бив по громаді з артилерії (6 вибухів).

### 17 липня
Ворог вдарив по громаді з мінометів (5 вибухів).

### 19 липня
Вночі російські війська обстріляли Велику Писарівку. Зафіксовано 8 вибухів, ймовірно ствольна артилерія 152 мм. В результаті обстрілу пошкоджено приватне домоволодіння.  
Близько 16:00, застосовуючи заборонені міжнародним правом методи ведення війни, ворог з артилерії (18 вибухів) обстріляв цивільну інфраструктуру громади. Унаслідок атаки окупантів 62-річна жінка загинула, її 66-річний чоловік отримав поранення. Прокурори у взаємодії з іншими правоохоронцями документують наслідки обстрілів. У подальшому матеріали кримінального провадження будуть передані до Управління Служби безпеки України в Сумській області. 

### 20 липня
росіяни вдарили по громаді з артилерії (4 вибухи) та мінометів (7 вибухів).

### 21 липня
9 мін скинув ворог на територію громади.

### 22 липня
17 мін скинули росіяни на територію громади. Також був артобстріл (6 вибухів).

### 23 липня
На громаду з ворожого БпЛА скинуто 2 снаряди типу ВОГ (2 вибухи). Крім того, зафіксовано обстріли з АГС (12 вибухів).

### 24 липня
Ворог бив з артилерії (6 вибухів), АГС (38 вибухів). Також з ворожого гвинтокрила були пуски ракет типу «НАР» (8 вибухів).

### 25 липня
16 мін скинули росіяни на територію громади. Також з території рф нанесено обстріл з використанням 2 FPV дронів (2 вибухи), артобстріл (6 вибухів), обстріл з АГС (26 вибухів).

### 26 липня
17 мін скинув ворог на територію громади.

### 28 липня
Ворог бив по громаді з мінометів (6 вибухів) та вдарив з FPV дронів (2 вибухи) і АГС (6 вибухів).

### 1 серпня
Відбувся пуск ракет НУРС (5 вибухів).

### 2 серпня
6 мін скинув ворог на територію громади.

### 3 серпня
7 мін скинув ворог на територію громади. Також завдано атаку FPV дронами (1 вибух).

### 4 серпня
З території рф здійснено атаку FPV дронами (1 вибух), гранатометний обстріл (3 вибухи).

### 5 серпня
росіяни били по громаді з артилерії (6 вибухів) та мінометів (2 вибухи).

### 8 серпня
Були обстріли з гранатомету (6 вибухів) та міномету (4 вибухи) та удари FPV-дронів (3 вибухи).

### 9 серпня
Ворог бив по громаді з мінометів. Зафіксовано 2 вибухи.

### 10 серпня
Були мінометні обстріли (10 вибухів).

### 11 серпня
Внаслідок обстрілу з безпілотника у Великописарівській громаді поранення дістала одна людина. Також був обстріл з реактивних систем залпового вогню. На територію громади росіяни скинули 10 мін. 

### 13 серпня
5 мін скинув ворог на територію громади. Також зафіксовано удари FPV дронами (6 вибухів).

### 14 серпня
Зафіксовано удари FPV дронами (8 вибухів), обстріли з мінометів (48 вибухів),артилерії (5 вибухів), скидання ВОГ з БпЛА (8 вибухів).

### 15 серпня
росіяни вдарили з артилерії (6 вибухів) та мінометів (32 вибухи), а також завдали ударів FPV дронами (8 вибухів).

### 16 серпня
Ворог завдав ударів по громаді FPV дронами (6 вибухів), ракетного удару (1 вибух), обстріли з мінометів (10 вибухів).

### 17 серпня
Громаді завдано удари FPV дронами (6 вибухів), мінометні обстріли (7 вибухів), артобстріл (1 вибух).

### 18 серпня
По громаді завдано ударів FPV дронами (5 вибухів). Також відбулися скидання ВОГ з БпЛА (4 вибухи), пуск НАР з гелікоптера (8 вибухів), артилерійські обстріли (21 вибух), мінометні обстріли (32 вибухи).

### 19 серпня
По громаді здійснено скидання вибухових пристроїв з БпЛА (4 вибухи), пуск некерованих авіаційних ракет з гелікоптера (НАР) (9 вибухів), мінометні обстріли (23 вибухи), авіаудар (КАБ) (1 вибух), артобстріли (18 вибухів).

### 20 серпня
Відбулися скидання вибухового пристрою з БпЛА (1 вибух), обстріли FPV-дронами (11 вибухів), артобстріли (13 вибухів), обстріли з мінометів (20 вибухів).

### 21 серпня
Ворог бив з артилерії (8 вибухів), мінометів (19 вибухів), FPV-дронами (2 вибухи).

### 22 серпня
Відбулися скидання вибухових пристроїв з БпЛА (5 вибухів), артобстріл (5 вибухів), мінометні обстріли (12 вибухів), обстріли FPV-дронами (4 вибухи).

### 24 серпня
По громаді здійснено артилерійські обстріли (33 вибухи), обстріли з мінометів (7 вибухів), обстріл FPV-дроном (1 вибух), авіаудари (КАБ) (4 вибухи). Унаслідок одного з артобстрілів загинула 1 цивільна особа.

### 25 серпня
33 міни скинули росіяни на територію громади. Також були артилерійські обстріли (11 вибухів), обстріл FPV-дронами (3 вибухи).

### 26 серпня
Здійснено артилерійський обстріл громади (17 вибухів), мінометний обстріл (19 вибухів), обстріл із РСЗВ (17 вибухів), скид з БПЛА вибухових пристроїв (2 вибухи), також ворог атакував FPV-дроном (3 вибухи), поранень зазнали двоє місцевих мешканців.

### 27 серпня
Здійснено мінометний обстріл (8 вибухів), відбулось скидання вибухового пристрою з БПЛА (1 вибух).

### 28 серпня
По громаді здійснено артилерійський обстріл (35 вибухів), мінометний обстріл (11 вибухів), також ворог атакував FPV-дронами (6 вибухів), відбулось скидання вибухових пристроїв з БПЛА (2 вибухи).

### 29 серпня
Зафіксовано артилерійський обстріл громади(15 вибухів), мінометний обстріл (17 вибухів), також ворог атакував FPV-дронами (13 вибухів), вів обстріл із РСЗВ (30 вибухів).

### 30 серпня
Здійснено артилерійський обстріл громади(11 вибухів), танковий обстріл (13 вибухів), також ворог атакував FPV-дронами (4 вибухи).

### 1 вересня
Ворог здійснив пуск авіабомб КАБ (2 вибухи).

### 2 вересня
На громаду здійснено скид вибухового пристрою з БПЛА (1 вибух), удар FPV-дроном (3 вибухи), артилерійський обстріл (11 вибухів), мінометний обстріл (25 вибухів).